# لورانس كوتس
لورانس كوتس (بالإنجليزية: Lawrence Coates)‏ (12 مارس 1970، بيركيلي في الولايات المتحدة)؛ روائي أمريكي.
تلقى تعليمه في مدرسة إل سيريتو الثانوية، وجامعة كاليفورنيا في سانتا كروز، وجامعة يوتا. كما درَّس في مدرسة ليسيه شارلمان بفرنسا وجامعة جنوب يوتا.